# Hubert Linard
Pour les articles homonymes, voir Linard (homonymie).
Hubert Linard, né le 26 février 1953 à Clérey (Aube), est un coureur cycliste français professionnel dans les années 1970 et 1980.

## Biographie
Amateur sous les couleurs du CSM Puteaux, il remporte en 1976 la course Paris-Troyes.
Il devient professionnel en 1977 et le reste jusqu'en 1986. Il participe à six Tours de France, se classant deuxième de la treizième étape du Tour de France 1983. 
En 1984, il gagne Bordeaux-Paris, une course de plus de 600 km, en 13 heures et 12 minutes, soit 2 heures de moins que Jacques Anquetil en 1965.
Au cours de sa carrière chez les professionnels, il est notamment un des coéquipiers de Hennie Kuiper, de Jean-René Bernaudeau et de Gilbert Duclos-Lassalle.

## Palmarès

### Palmarès amateur
- Amateur
  - 1966-1976
- 1967
  -  Champion de France minimes
- 1968
  -  Champion de France cadets
- 1973
  - 3e du championnat de France des sociétés
- 1974
  - 1re étape de la Route de France
  - Dernière étape du Ruban granitier breton
  - Paris-Mantes
  - Tour de l'Aube[2]
  - 5e étape du Tour du Béarn-Aragon
  - 1re étape de la Route du Béarn
  - 2e du Tour du Béarn-Aragon
  - 2e de la Route du Béarn
  - 3e de Paris-Troyes
- 1975
  - 12e étape du Tour de Bulgarie
  - Auxerre-Nevers
  - 2e de Paris-Connerré
  - 3e du Critérium de La Machine
- 1976
  - Paris-Troyes
  - Paris-Égreville
  - 2e de la Palme d'or Merlin-Plage

### Palmarès professionnel
| - 1977 - Paris-Camembert - 1979 - 2e de Paris-Camembert - 1980 - 2e des Quatre Jours de Dunkerque - 4e du Grand Prix du Midi libre - 5e de Bordeaux-Paris - 1981 - 3e du championnat de France sur route - 3e de Kuurne-Bruxelles-Kuurne - 9e du Grand Prix du Midi libre - 1982 - 3e étape du Tour du Limousin - 9e du Grand Prix du Midi libre | - 1983 - 2e du Grand Prix de la côte normande - 3e de la Route du Berry - 5e de Bordeaux-Paris - 1984 - Paris-Camembert - Bordeaux-Paris - 3e des Boucles des Flandres - 1985 - 2eb étape du Tour Midi-Pyrénées |  |

## Résultats dans les grands tours

### Tour de France
6 participations
- 1980 : 46e
- 1981 : 46e
- 1982 : 56e
- 1983 : 50e
- 1984 : 112e
- 1985 : 98e